# 斯里冰原島峰
80°4′S 154°50′E / 80.067°S 154.833°E
斯里冰原島峰（英語：Three Nunataks）是南極洲的冰原島峰，位於奧次地，處於黑文山西南面3.7公里，屬於不列顛嶺的一部分，由英聯邦的探險隊命名，現時由南極條約體系管理。